# هيلين ماجيل وايت
هيلين ماجيل وايت (بالإنجليزية: Helen Magill White)‏ ـ (28 نوفمبر 1853 ـ 28 أكتوبر 1944) هي أكاديمية ومعلمة أمريكية، تعد أول امرأة تحصل على درجة الدكتوراه في الولايات المتحدة الأمريكية، حيث حصلت على هذه الدرجة في اللغة اليونانية من جامعة بوسطن سنة 1877.

## روابط خارجية
- هيلين ماجيل وايت على موقع الموسوعة البريطانية (الإنجليزية)